# Ucelený vlak

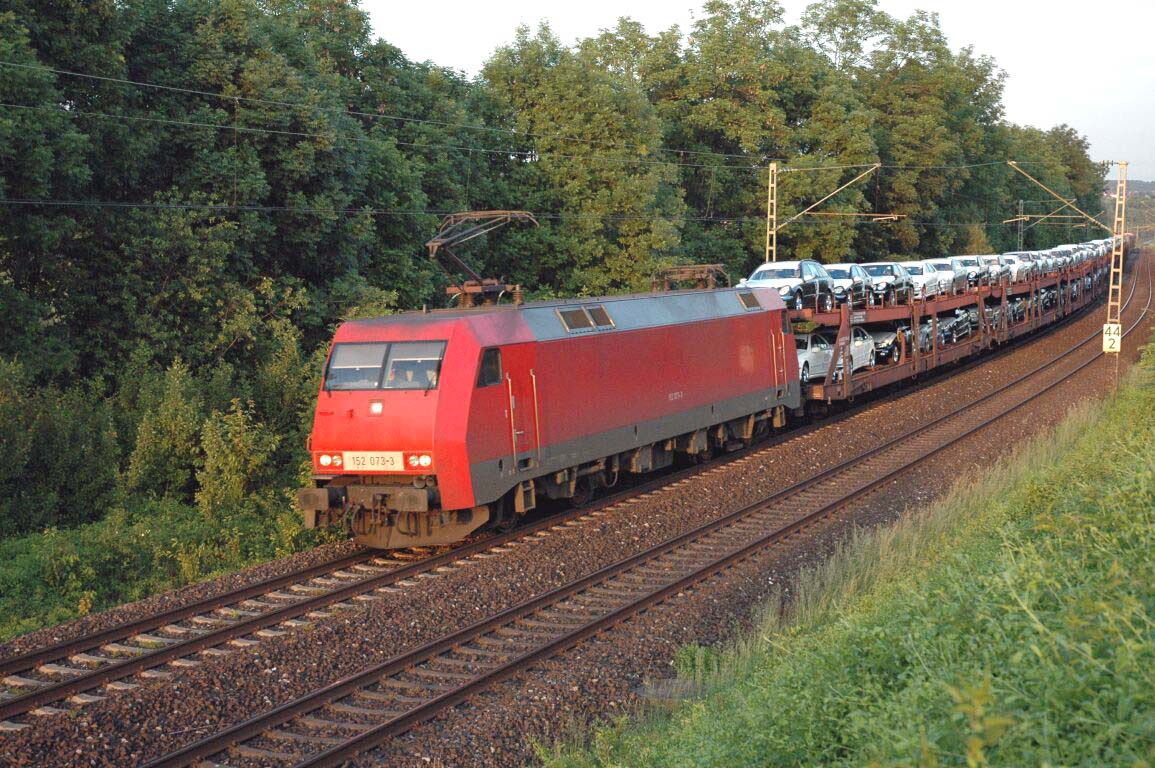
Ucelený vlak provozovaný společností Deutsche Bahn pro společnost Daimler AG

Ucelený vlak je takový nákladní vlak, který dopravuje zboží z jediného výchozího do jediného cílového místa typicky pro jediného zákazníka. Výchozím a cílovým místem jsou přitom často přímo vlečky zákazníka samotného. Zásadní výhodou ucelených vlaků je jednodušší logistika než u vlaků složených z vagónů různých zákazníků směřujících z různých výchozích míst na různá cílová místa, z které vyplývá i nižší cena, vyšší spolehlivost a vyšší rychlost, neboť odpadá zdržení na seřaďovacích nádražích. Tím je dána i zvýšená konkurenceschopnost ucelených vlaků proti silniční dopravě.
Ze samotné povahy ucelených vlaků ovšem vyplývá, že potřebují zákazníky, kteří pro danou trasu naplní celý vlak. To je typické u převozu surovin, kdy se celý vlak naplní jedinou komoditou (a je tedy složený z jediného typu vagónů). Jedná se například o převoz štěrku, uhlí pro elektrárny, železné rudy pro hutě, koksu, oceli, ropy, minerálních olejů nebo i síry. To ovšem není pravidlem, mohou být i ucelené vlaky převážející automobily nebo dokonce ucelené chladicí vlaky převážející jídlo (americký Railex). A jako ucelené vlaky mohou fungovat i vlaky převážející kontejnery například z přístavu do vnitrozemského překladiště nebo vlaky systému RoLa.
V osobní dopravě je existence obdoby ucelených vlaků příčinou vzniku motorových a elektrických jednotek, u kterých sice cestující nastupují i vystupují podle potřeby v různých stanicích, ale nedochází k žádné manipulaci s vagony.